# Richard Sklář
Richard Sklář (* 9. července 1968, Bohumín) je ostravský spisovatel, publicista, fotograf, marketingový a reklamní pracovník.

## Životopis
Dětství prožil v Orlové u dolu Žofie, do základní školy chodil do Zimného dolu. Je absolventem Vysoké školy báňské – Technické univerzity Ostrava. Působí jako spisovatel na volné noze. Jeho tvorba vychází z podrobné znalosti města Ostravy a jejího bezprostředního okolí. Některá díla napsal pod pseudonymem Bruno Ligocki.

## Dílo
- Ostravaci všem! (2007)
- Ruda z Ostravy - BESCELER!!! (2011) - pod pseudonymem B.L.
- Ruda z Ostravy – SELEBRYTA!!! (2013) – pod pseudonymem B.L.
- Vila na Sadové (2015), ISBN 978-80-247-5758-2[2]
- Anděl smrti (2015), ISBN 978-80-253-2441-7[2]